# 9 novembre dans les chemins de fer
9 octobre 9 décembre
Chronologies thématiques
- Croisades
- Sports
- Disney

Cette page concerne les événements qui se sont déroulés un 9 novembre dans les chemins de fer.

## Événements

### XXesiècle
- 1963 : au Japon, dans la Préfecture de Kanagawa, sur la ligne principale Tōkaidō à proximité de Tsurumi, deux trains de passagers entrent en collision avec un train de marchandises déraillé, tuant 161 personnes.

- 1976 : en France, le tronçon central de la ligne 13 du métro de Paris est ouvert entre Champs-Élysées - Clemenceau et Invalides.